# 迪翁·沃里克
迪翁·沃里克（英語：Dionne Warrick，1940年12月12日—），美国女歌手、演员、主持人，曾获得格莱美奖终身成就奖、速食布丁年度风云女性奖等奖项。其表妹惠妮·休斯頓也是知名歌手。